# Nord (departman u Haitiju)
Nord /=Sjever/, departman na sjeveru Haitija uz sjevernu obalu Karipskog mora, smješten između Nord-Ouest na zapadu, Artibonite na jugozapadu, Centre na jugu i Nord-Est na istoku. Nord se prostire na 2,106 km², ima populaciju od 872,200 duša (2002). Središte departmana je Cap-Haïtien, grad s mnogo turističkih atrakcija, od kojih se ističe Citadel Laferrière (vidi[neaktivna poveznica]), koju je 1805 sagradio kralj Henri Christophe. 
Departman Nord sastoji se od 7 arrondissementa: l'Acul-du-Nord, Borgne, le Cap-Haïtien, Grand-Rivière du Nord, le Linbé, Plaissance i Saint-Raphaël.